# Padenia duplicana
Padenia duplicana là một loài bướm đêm thuộc phân họ Arctiinae, họ Erebidae.